# Setina riffelensis
Setina riffelensis là một loài bướm đêm thuộc phân họ Arctiinae, họ Erebidae.